# Халаджан, Ася Эдуардовна
Ася Эдуардовна Халаджан (род. 12 июня 1992 года, Саратов) — российская легкоатлетка, специализирующаяся в беге на 400 метров и 400 метров с барьерами. Четырёхкратная чемпионка Сурдлимпийских игр 2017 года. Бронзовый призёр Сурдлимпийских игр 2013 года. Чемпионка мира 2016 года. Многократная чемпионка России. Заслуженный мастер спорта России. Рекордсменка мира, Европы и России в беге на 400 метров с барьерами среди глухих спортсменов. Рекордсменка России в беге на 400 метров среди глухих спортсменов.

## Биография
Ася Эдуардовна Халаджан родилась 12 июня 1992 года в Саратове. Вскоре переехала в Москву. В 2016 году окончила Российский государственный университет физической культуры, спорта, молодёжи и туризма.
Тренируется в ГБУ «ФСО „Юность Москвы“ Москомспорта Спортивно-адаптивная школа равных возможностей» под руководством Бориса Крошкина. С 2010 года входит в состав сурдлимпийской сборной России. В 2011 году выполнила норматив мастера спорта, а в 2012 году — мастера спорта международного класса.
В 2013 году на Сурдлимпийских играх в Софии стала бронзовым призёром в эстафете 4×400 метров.
В 2015 году выиграла золотую медаль в эстафете 4×400 метров и бронзовую медаль на дистанции 400 метров с барьерами на чемпионате Европы по легкой атлетике среди спортсменов с нарушением слуха.
В 2016 году на чемпионате Мира в Стара-Загоре выиграла золотую медаль в беге на 400 метров с барьерами и серебряную медаль в беге на 400 метров.
В 2017 году на Сурдлимпийских играх в Самсуне победила на четырёх дистанциях — 400 метров, 400 метров с барьерами и эстафетах 4×100 (выступала в полуфинале) и 4x400 метров.
В 2019 году на чемпионате Мира в помещении в Таллинне выиграла золотую медаль в эстафете 4×400м и помогла женской команде установить новый мировой рекорд.
Является лауреатом Национальной спортивной премии 2017 года в номинации «Преодоление» (за вклад в развитие адаптивного спорта) в категории «Лучшая спортсменка».
Международным комитетом спорта глухих (ICSD) признана лучшей спортсменкой за спортивный сезон 2017 года

## Основные результаты
| Год  | Соревнования        | Место проведения | Дисциплина   | Место | Результат   |
| ---- | ------------------- | ---------------- | ------------ | ----- | ----------- |
| 2013 | Сурдлимпийские игры | София, Болгария  | 200 м        | (q)   |             |
| 2013 | Сурдлимпийские игры | София, Болгария  | 400 м        | 6     | 58,99       |
| 2013 | Сурдлимпийские игры | София, Болгария  | эст. 4×100 м | (q)   |             |
| 2013 | Сурдлимпийские игры | София, Болгария  | эст. 4×400 м | 3     | 3:53,72     |
| 2017 | Сурдлимпийские игры | Самсун, Турция   | 400 м        | 1     | 55,78       |
| 2017 | Сурдлимпийские игры | Самсун, Турция   | 400 м с/б    | 1     | 1:00,22     |
| 2017 | Сурдлимпийские игры | Самсун, Турция   | эст. 4×100 м | 1     | 48,85 (sf2) |
| 2017 | Сурдлимпийские игры | Самсун, Турция   | эст. 4×400 м | 1     | 3:48,14     |